# Grand Artimont
Le Grand Artimont est un sommet situé sur la commune de La Bresse dans le massif des Vosges à 1 228 m d'altitude. Il est un des sommets principaux de la station de sports d'hiver de La Bresse Hohneck d'où partent et arrivent plusieurs pistes et télésièges.

## Géographie
Le sommet est situé dans le massif de La Bresse (vallée de Vologne) à une dizaine de kilomètres en amont de la commune. Avec ses 1 228 m, il est l'un des derniers remparts avant d'atteindre la crête principale du massif des Vosges culminant entre 1 300 et 1 400 m d'altitude.
Le sommet est bordé au nord par le lac de la Lande (1 060 m) et au sud par le lac de Blanchemer (984 m).

## Activités
Il fait partie intégrante de la station de ski de La Bresse-Hohneck dont les versants nord et nord-ouest sont exploités. Il accueille notamment une piste noire, quatre pistes rouges, deux pistes bleues et quelques petites pistes vertes. Deux télésièges mènent à son sommet, le premier depuis le bas de la station à 900 m et le second depuis le pied du Kastelberg (1 060 m).

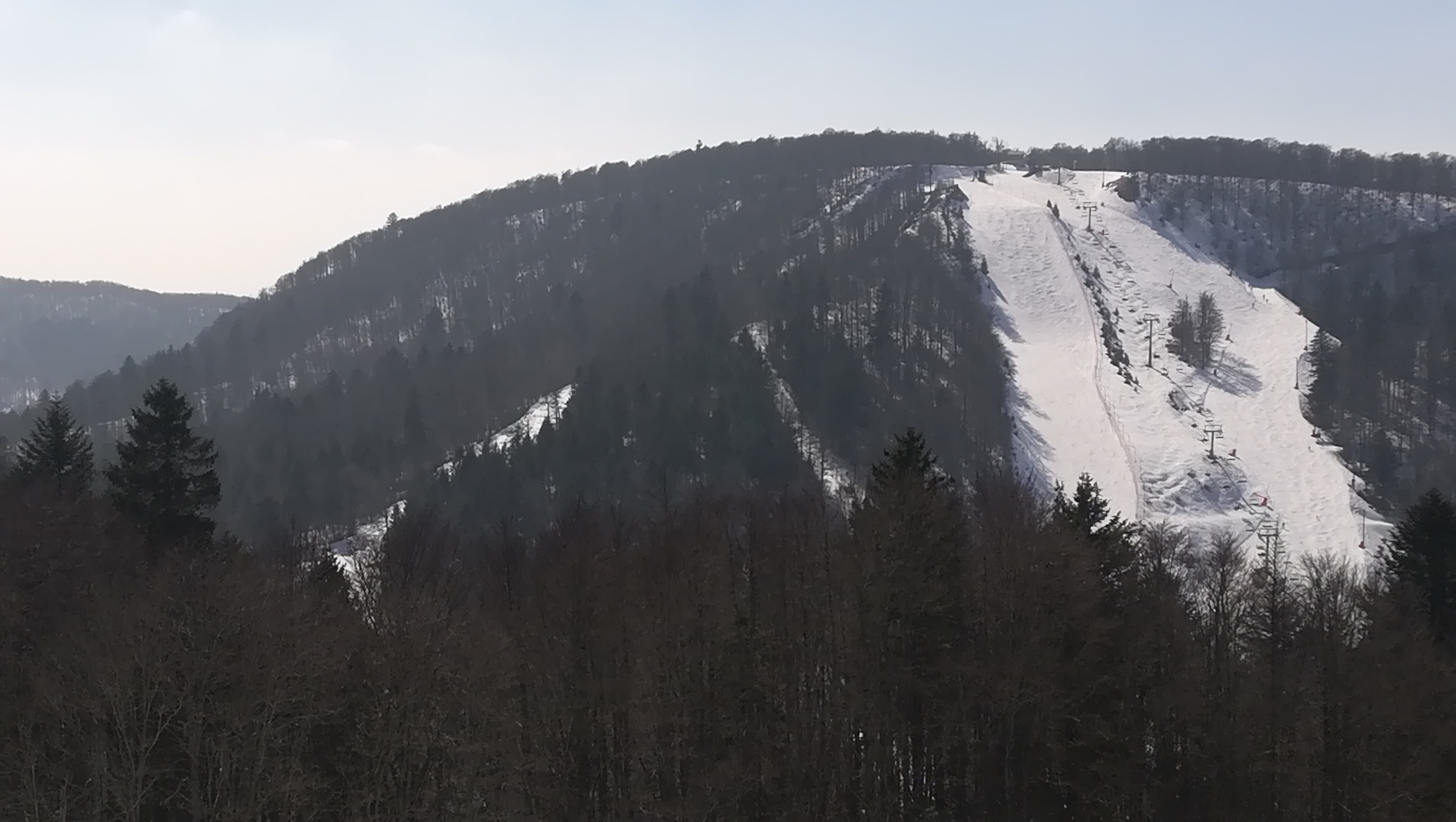
Versant nord du Grand Artimont et ses pistes.